# INTP

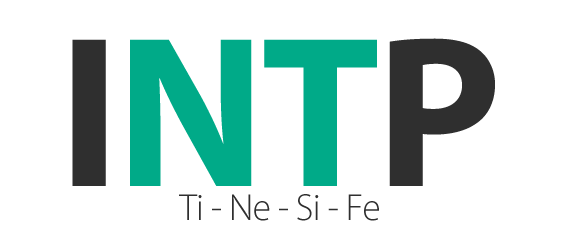
INTP.

Se cree que Abraham Lincoln pudo haber tenido una personalidad INTP.

INTP (Introversión, iNtuición, pensamiento -Thinking-, Percepción) es la abreviación utilizada en el Indicador Myers-Briggs (MBTI) para el Pensador Introvertido Intuitivo, uno de los dieciséis tipos de personalidad.
El indicador MBTI se desarrolló a partir de las investigaciones del prominente psiquiatra Carl Gustav Jung en su libro Tipos psicológicos. Jung propone los tipos psicológicos de personalidad basados en sus observaciones de las funciones cognitivas de sus pacientes a lo largo de su experiencia clínica. 
Con la obra de Jung, los investigadores empezaron a crear sus propias teorías de tipos adaptadas e indicadores, en los que se incluye el Indicador Myers-Briggs o MBTI, desarrollado por Isabel Briggs Myers y Katharine Cook Briggs, y el Keirsey Temperament Sorter (KTS), desarrollado por David Keirsey. Keirsey se refiere a los INTP como uno de los cuatro tipos que pertenece al temperamento llamado Racional. INTP es uno de los tipos más atípicos y representa alrededor del 1–5% de la población.

## Instrumento del Indicador MBTI
Las preferencias MBTI indican las diferencias en las personas basadas en lo siguiente:
- Cómo enfocan su atención u obtienen su energía. (Extraversión o Introversión)
- Cómo perciben o toman la información (Sensación o Intuición)
- Cómo prefieren tomar decisiones (Pensamiento o Sentimiento)
- Cómo se orientan hacia el mundo exterior (calificador o Judging  y Percepción)

Al usar sus preferencias en cada una de estas áreas, las personas pueden desarrollar lo que Jung y Myers llamaban tipos psicológicos. Este patrón de personalidad fundamental resulta de la interacción dinámica de las cuatro preferencias, en relación con sus influencias ambientales y sus tendencias individuales propias. Las personas son propensas a desarrollar conductas, habilidades y actitudes en función de su tipo particular. Cada tipo de personalidad tiene su propia fuerza potencial como también áreas que ofrecen la oportunidad de ser desarrolladas.
La herramienta del MBTI consiste en preguntas de opción múltiple que responde a las bases de las cuatro dicotomías (par de opuestos psicológicos). Dieciséis resultados son posibles, cada uno identificado por su propio código de cuatro letras y es denotado por su letra inicial. (La N es usada para Intuición, ya que la I es usada para Introversión). El MBTI tiene aproximadamente 75% de precisión de acuerdo con su propio manual.
- I – Introversión en contraposición a extraversión: Los INTP tienden a ser callados y reservados. Generalmente prefieren interactuar con unos pocos amigos cercanos, y sufren un agotamiento de energía en situaciones sociales (mientras que los extrovertidos ganan energía).[4]
- N – Intuición en contraposición a la sensación: tienden a ser más abstractos que concretos. Centran su atención en el cuadro grande en vez de los detalles, y sobre las posibilidades de futuro en lugar de realidades inmediatas.[5]
- T –  Pensamiento en contraposición al sentimiento: INTP tienden a valorar los criterios objetivos por encima de las preferencias personales. Cuando toman una decisión, les pesa más la lógica que las consideraciones sociales.[6]
- P – Percepción en contraposición del calificador: Tienden a retener el juicio y retrasar las decisiones importantes, prefiriendo "mantener sus opciones abiertas" si cambiaran las circunstancias.[7]

## Características de los INTP

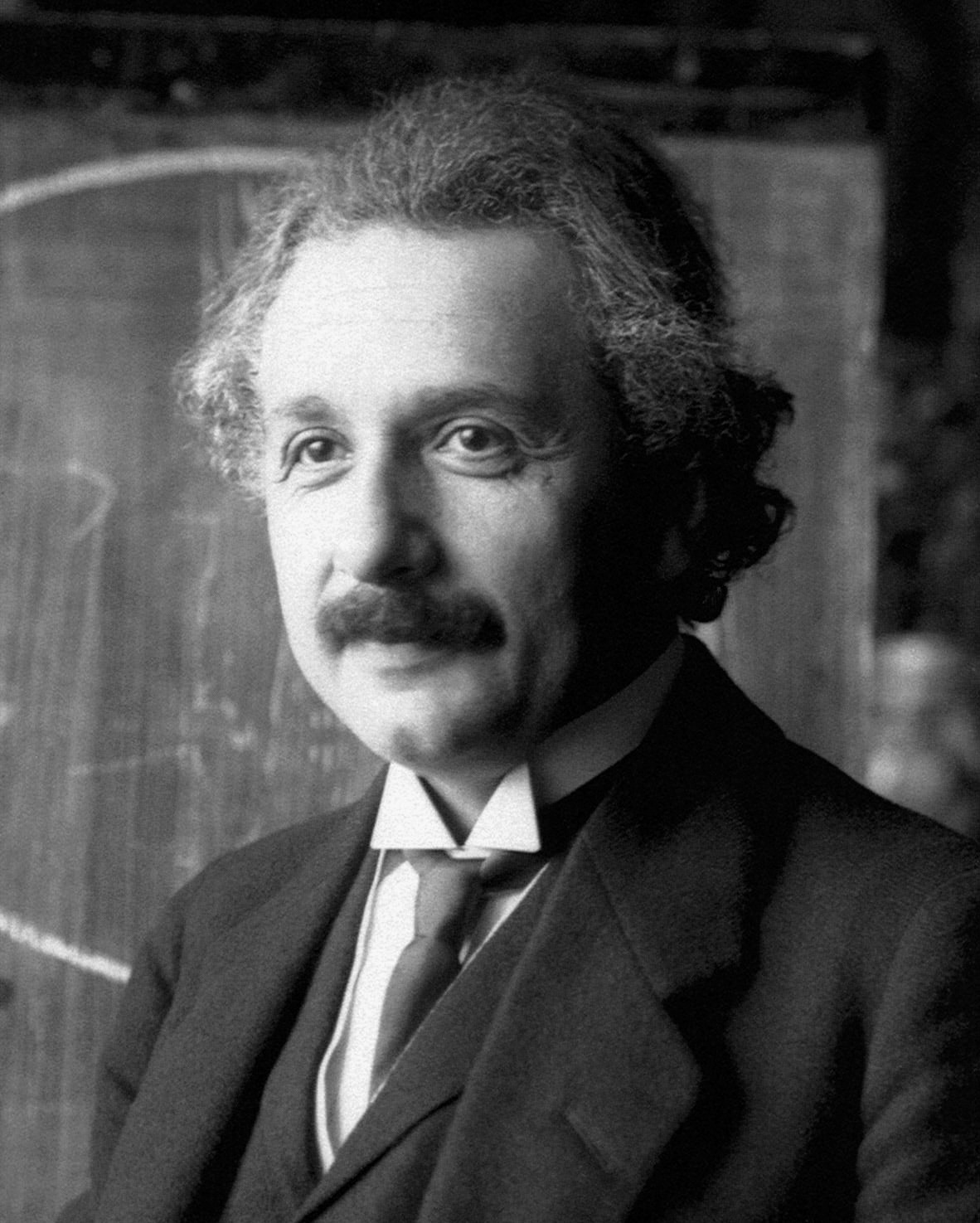
De acuerdo a Keirsey, Albert Einstein pertenecía al tipo INTP.

Los INTP son callados, pensativos. Son individuos analíticos que tienden a pasar largos períodos de tiempo solos pensando problemas y elaborando soluciones. Tienen curiosidad por los sistemas y por cómo funcionan las cosas. Consecuentemente, suelen elegir carreras tales como las ciencias, la filosofía, la psicología, la arquitectura, y la abogacía. Los INTP tienden a no sentirse a gusto en situaciones sociales o profesiones asistenciales, pero disfrutan la compañía de quienes comparten sus intereses. Valoran la autonomía en ellos mismos y en los demás. Generalmente se resisten a dejarse convencer por otros. También tienden a ser impacientes con la burocracia, la rigidez jerárquica y el politiqueo, común en muchas profesiones. Los INTP tienen poca consideración por los títulos y credenciales, los cuales a menudo consideran injustificados. Usualmente los INTP desconfían de la autoridad y la consideran un obstáculo para captar nuevas ideas y la búsqueda del conocimiento. Los INTP aceptan las ideas basadas en el mérito más que la tradición y la autoridad. Tienen muy poca paciencia con las costumbres sociales que parecen ilógicas o que sirven de obstáculos para el desarrollo de ideas y el conocimiento. Los INTP prefieren trabajar informalmente con sus iguales.
Los INTP comprenden las cosas basándose en principios abstractos, y se ven especialmente atraídos por las construcciones teóricas. Habiendo articulado estos principios por ellos mismos, pueden demostrar una notable habilidad para explicar ideas complejas a otros en términos simples, sobre todo por escrito. 
Por otro lado, su habilidad de comprender ideas complejas también puede llevarlos a dar explicaciones demasiado detalladas de ideas simples y los oyentes pueden considerar que los INTP hacen las cosas más difíciles de lo que tienen que ser. Para la mente de los INTPs, ellos están tratando de presentar toda la información relevante o tratando de esclarecer el concepto lo más claramente posible.
Dada su naturaleza independiente, los INTP prefieren trabajar solos a liderar o seguir a un grupo. Durante la interacción con otros, si el INTP está concentrado o reuniendo información, puede parecer distante, ajeno o incluso rebelde. Sin embargo, la intuición extravertida de los INTP (iNtuition) con frecuencia les da un ingenio rápido, especialmente con el lenguaje. Ellos pueden reducir la tensión a través de referencias y observaciones cómicas. Aunque son reservados pueden tener mucho encanto, y a veces se sorprenden por la alta estima en la que le tienen sus amigos y compañeros.
Los INTP se obligan a entender completamente un debate desde todos los ángulos posibles. Su impaciencia con las ideas aparentemente indefendibles puede hacerlos particularmente devastadores en el debate. Cuando los INTP se sienten insultados, pueden responder repentinamente con críticas cortantes. Después de un incidente como este, el INTP resulta tan desconcertado como el destinatario porque ha roto las reglas del debate y expuesto sus emociones en bruto. Para el INTP este es el centro del problema: las emociones manejadas inapropiadamente solamente pueden causar daño. Los INTP experimentan las emociones como una parte importante de sus vidas internas y a veces las comparten con otros, no obstante, ellos creen que las emociones no deben jugar un papel en las discusiones lógicas o ser expresadas en una manera que los pueda mostrar vulnerables o en desventaja.

## INTP notables
Según Jung tanto Immanuel Kant representan al tipo Introvertido Pensamiento, tal como él escribió en Tipos Psicológicos: 

Así como Darwin podría representar al tipo intelectual extravertido normal, de Kant, por ejemplo, podría decirse que es el tipo opuesto, el tipo intelectual introvertido normal. Así como el primero habla en hechos, el segundo invoca el factor subjetivo. Darwin se abre paso hacia el enorme campo de la facticidad objetiva, Kant, por el contrario se reserva una crítica del conocer en general. Si tomamos a un Cuvier y lo contraponemos a un Nietzsche, los contrastantes se acentúan todavía más.
Carl Gustav Jung. Tipos Psicológicos.

Según Keirsey, basado en características de comportamiento, entre los INTP notables también se podría incluir a Albert Einstein, James Madison, Hannah Arendt y Marie Curie.
En tanto Carl Jung se consideraba a sí mismo un Pensador Intuitivo Introvertido, es decir un INTP. Esta tipología se hace tanto más corroborable al principio de su carrera, en los tiempos en que escribía Transformaciones y símbolos de la libido (1912) o Tipos psicológicos (1921), donde se observa una clara orientación INTP.

## Dinámica de Tipo del INTP
Dinámica de Tipo se refieren a la interrelación entre las cuatro funciones cognitivas en un tipo psicológico. Lejos de ser una simple combinación de las iniciales, el tipo completo crea un rico sistema entrelazado de percibir y juzgar lo que explica gran parte de la similitud y la diferencia entre los tipos. Desafortunadamente, la dinámica de tipo ha ganado poco o ningún apoyo empírico para justificar su viabilidad como una teoría científica. Sin embargo, en la actualidad sigue estando profundamente arraigada en la comunidad de Myers-Briggs.
Como un práctico ejemplo de la Dinámica de Tipo consideremos a los dos tipos conocidos como “pensadores introvertidos (ISTP e INTP). Ellos comparten el pensamiento introvertido dominante, el cual le da una comprensión sólida del interior de los principios fundamentales. Los ISTP, con su preferencia por la sensación extravertida, aman la comprensión física, sistemas mecánicos. Los INTP, con su intuición extravertida, aman la comprensión de sistemas teóricos. Los ISTP son a menudo muy hábiles en el uso de cualquier material que tengan a mano en sus proyectos con las herramientas disponibles a sus plenas capacidades para servir a sus objetivos a través de su sensación extravertida. Los INTP, como sus primos los ISTP,  aman usar la herramienta correcta para la tarea correcta, pero también consultan su intuición para resolver problemas. Están particularmente cómodos con las herramientas “virtuales”, reflejando su amor por la tecnología.
Con un don para la improvisación, puede causar un sinfín de frustración a la ESTJ y a la ISTJ. Estos tipos generalmente no pueden hacer los mismos saltos intuitivos que tiene naturalmente a la INTP. Por otro lado,  se apresuran a señalar (a veces con aire de suficiencia) cuando el INTP debe parar en medio de un proyecto rearmar las instrucciones previamente descartadas que el STJ leyó al comienzo.

## Funciones Cognitivas de los INTP
Usando la más modernas interpretaciones, las funciones cognitivas de INTP (según Harold Grant y otros, no el MBTI oficial) son las siguientes:

### Función Dominante: Pensamiento (Thinking) introvertido (Ti)
Los Ti buscan la precisión, tales como las palabra exactas para expresar una idea que define la esencia de las cosas, luego las analizan y las clasifican. Examinan todos los lados de un problema, buscando resolver el problema mientras minimizan el esfuerzo y el riesgo. Utiliza modelos para erradicar la inconsistencia lógica. Los Ti son calmados, articulados y conscientes de las fuerzas que unen la realidad. Como Introvertidos Pensamiento, los INTP pasan la mayor parte de su tiempo y energía ordenando el mundo interior, la lógica de los principios y generalizaciones en un esfuerzo por entender.

### Función Auxiliar: iNtuición extravertida (Ne)
Los Ne encuentran e interpretan los significados ocultos, usando el “que tal si” para explorar alternativas, permitiendo que múltiples posibilidades coexistan. Este juego imaginario teje penetraciones y experiencias desde varias fuentes para formar un nuevo todo, el cual luego se puede convertir en un catalizador para la acción. Ne le da al INTP una comprensión de los patrones del mundo que lo rodea. Usan su intuición para amalgamar los datos empíricos en imágenes coherentes, de las cuales pueden derivar principios universales. Los INTP frecuentemente piensan sobre un problema durante horas hasta que finalmente la respuesta se aclara en un destello de intuición.

### Función Terciaria: Sensación introvertida (Si)
El Si recopila datos del momento presente y lo compara con experiencias pasadas, un proceso que a veces evoca sentimientos asociados con la memoria, como si la persona estuviera reviviéndolos. Buscando proteger lo que les es familiar, los Si se basan en la historia en forma de objetivos y expectativas sobre lo que sucederá en el futuro. La Sensación Introvertida le da al INTP el potencial de la observación aguda. Ellos usan esta función para reunir información empírica, uso de herramientas físicas, percibir relaciones físicas y apoyo a su lógica interna, con un rico sentido del espacio.

### Función Inferior: Sentimiento (Feeling) extravertido (Fe)
El Fe busca relaciones sociales y crea a través de interacciones armoniosas siendo cortés, considerado y de comportamiento apropiado. Los Fe responden a los deseos implícitos o explícitos de los otros y puede incluso crear un conflicto interno entre sus propias necesidades y el deseo de complacer las de los demás. Los Fe le dan al INTP el deseo de armonía y comunidad. Cuando está más relajado, pueden ser encantadores entre sus amigos o cuando tienen un claro y definido rol en el grupo. Sin embargo, cuando están bajo estrés se pueden sentir desconectados de la gente que los rodea, incapaces de utilizar su sentimiento extravertido con otros. Como es su función inferior, el sentimiento puede ser su punto débil, cuando son amenazados se esconderán detrás de una pared de lógica estoica. Esto los puede llevar a encerrar sus emociones para preservar la razón y la armonía; pero un fracaso al hacer frente a estas emociones ocultas pueden llevarlos a estallidos inapropiados.

### Funciones sombra
Investigadores de la personalidad, notablemente Linda V. Berens agregó cuatro funciones adicionales a la jerarquía descendente: las llamada funciones “sombra” a las que el individuo no tiene una inclinación natural, pero que pueden surgir cuando la persona está bajo estrés.
- Pensamiento extravertido (Te):

El Te organiza los esquemas de ideas y el medio ambiente para garantizar el ejercicio eficiente y productivo de los objetivos buscados. El Te busca explicaciones lógicas de las acciones, eventos, y las conclusiones, encuentra razonamientos defectuoso y errores en la secuencia.
- Intuición introvertida (Ni):

Atraídos a las acciones u objetos simbólicos, la función Ni sintetiza aparentes paradojas para crear lo inimaginable anteriormente. Estas deducciones vienen con una certeza que pide acción para satisfacer una nueva visión del futuro, soluciones que pueden incluir complejos sistemas o verdades universales.
- Sensación extravertida (Se)

La Sensación Extravertida se concentra en las experiencias y sensaciones de lo inmediato, el mundo físico. Con una aguda conciencia del entorno actual, trae los hechos y detalles relevantes en primer plano y puede conducir a la acción espontánea.
- Sentimiento introvertido (Fi)

El Fi filtra la información basada una interpretación según el valor de esta, formando juicios de acuerdo a criterios que a menudo son intangibles. Los Fi constantemente hacen un balance entre una serie de valores internos como la armonía y la autenticidad. En sintonía con matices, el Fi siente y determina lo que es verdad y lo que es falso en una situación.